# Lingue munda
Le lingue munda costituiscono una famiglia linguistica appartenente alle lingue austroasiatiche parlata in India, in Bangladesh e in Nepal.

## Distribuzione geografica
Si tratta di una ventina circa di lingue senza tradizione scritta, per un numero complessivo di locutori che si aggira intorno ai nove milioni, tutti appartenenti ai cosiddetti popoli tribali dell'India o Adivasi; la più diffusa è il santali, parlata da circa 6 milioni di persone.
Le lingue munda sono attestate anche in Bangladesh, dove si parlano il koda, il mundari e il santali, e in Nepal, dove si parlano il mundari e il santali.

## Classificazione
Problematica appare una correlazione tra le lingue munda e altre famiglie linguistiche note.
La maggior parte dei linguisti classificano il gruppo all'interno della famiglia linguistica austroasiatica. Questa è anche la soluzione adottata dall'ISO che nello standard ISO 639-5 definisce una gerarchia per le lingue austronersiane così composta:
- aav Austro-Asiatic languages
  - aav : mkh Mon-Khmer languages
  - aav : mun Munda languages

Il fatto che alcune caratteristiche delle lingue sembrano abbastanza diverse dalle altre lingue austronesiane (lingue mon-khmer) e semmai più simili a quelle delle lingue dravidiche, porta alcuni a considerarle una famiglia isolata.

### Famiglie componenti
Anche in merito alla struttura delle famiglie componenti il gruppo munda esistono varie ipotesi. Quella più consolidata e condivisa è quella di Gérard Diffloth del 1974 che individua due sottogruppi così articolati:
- Lingue munda settentrionali:
  - Lingua korku [codice ISO 639-3 kfq]
  - Kherwarian
    - Gruppo Kherwari: lingua agariya [agi], lingua bijori [bix], lingua kodaku o koraku [ksz]
    - Gruppo Mundari: lingua mundari [unr], lingua bhumij, lingua asuri [asr], lingua koda [cdz], lingua ho [hoc], lingua birhor [biy]
    - Gruppo Santali: lingua santali [sat], lingua mahali [mjx], lingua turi [trd]

- Lingue munda meridionali:
  - Kharia-Juang: lingua kharia [khr], lingua juang [jun]
  - Koraput Munda
    - Gruppo Remo: lingua gata' o gta' [gaq], lingua bondo o remo [bfw], lingua bodo gadaba o gutob [gbj]
    - Gruppo Savara (Sora-Juray-Gorum): lingua parenga o gorum [pcj], lingua sora o savara [srb], lingua juray [juy], lingua lodhi [lbm]

## Storia
Dapprima confuse con le lingue dravidiche, le lingue munda furono riconosciute come famiglia separata dal linguista Max Müller nel 1857. Alcune lingue minori del gruppo furono scoperte solo negli anni sessanta del XX secolo: si tratta del parengi, del bonda e del didey, diffuse nella parte meridionale del distretto di Koraput, nello Stato indiano dell'Orissa.